# Hans Muhr

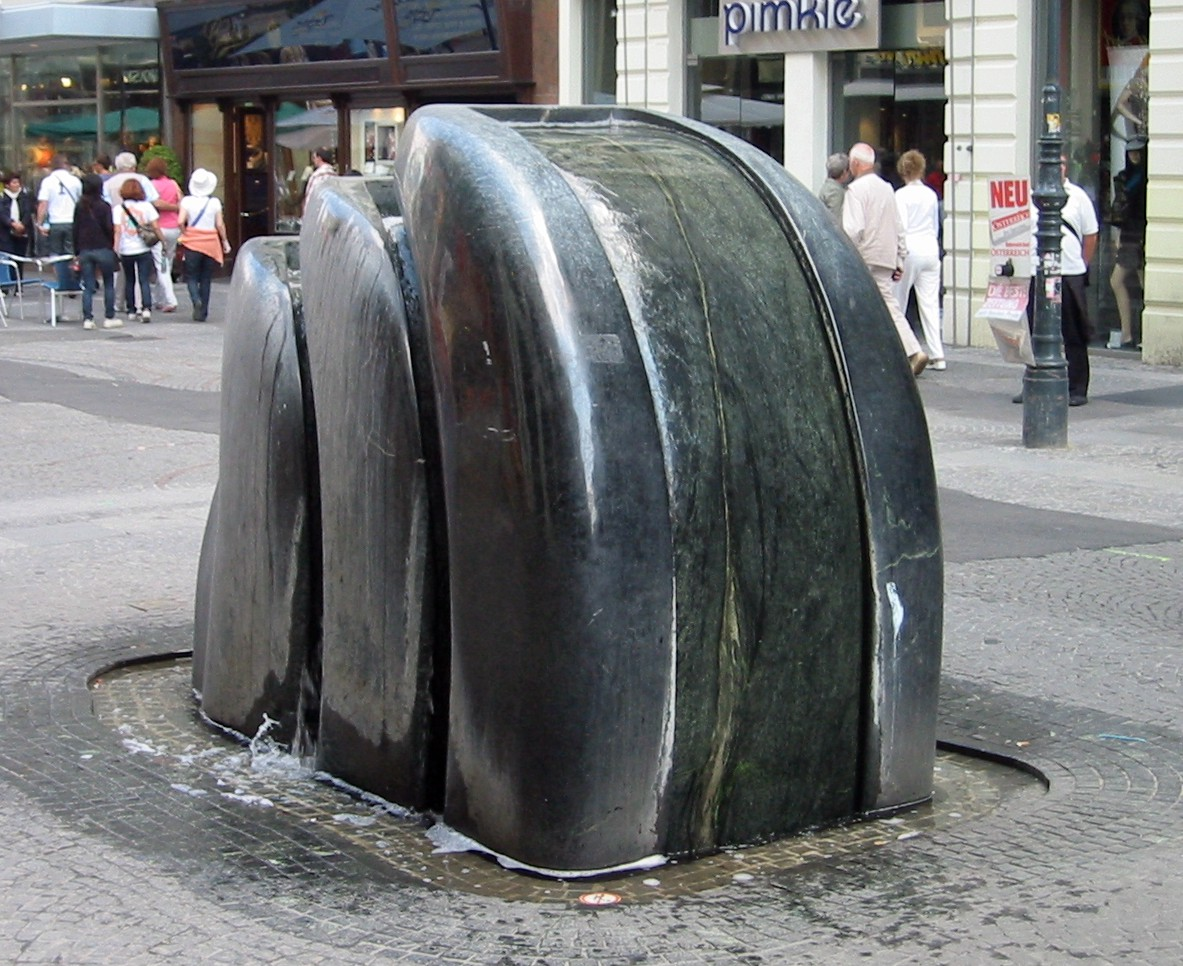
Der Goldfluss-Brunnen auf der Kärntner Straße in Wien, 2008

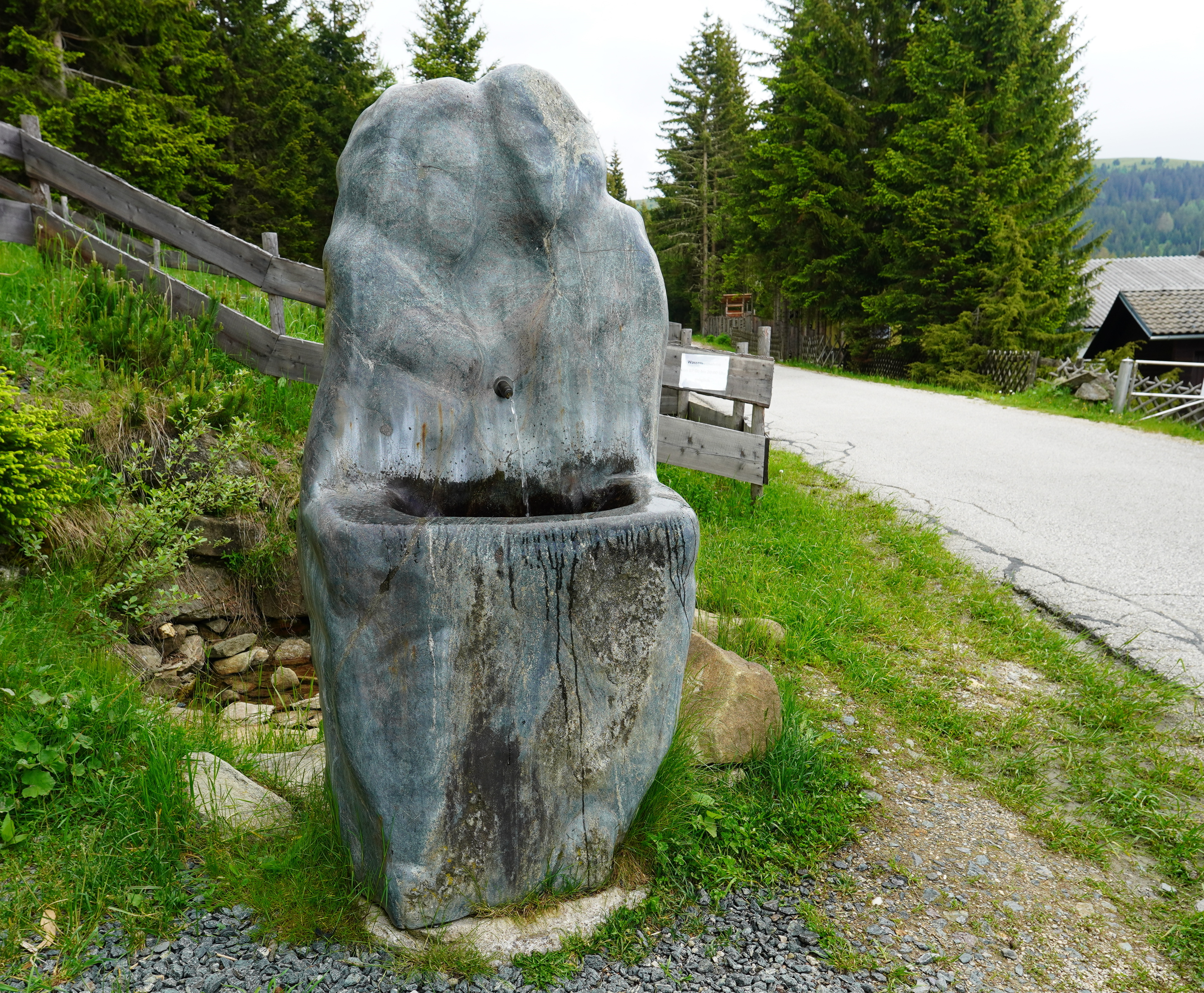
Kupplerbrunn, Quellheiligtum Ekoglit-Kraftstein in Eberstein, Kärnten

Hans Muhr (* 21. April 1934 in Graz; † 25. Dezember 2022) war ein österreichischer Bildhauer.

## Leben und Wirken
Muhr war bis 1969 mehr als zehn Jahre als Lehrer für Mathematik, Sporterziehung und Werken tätig. Parallel dazu studierte er ab 1965 bei Heinz Leinfellner an der Hochschule für angewandte Kunst in Wien, wo er 1969 das Diplom für keramische Plastik erhielt. Ab 1970 beschäftigte sich Muhr vor allem mit Steinbildhauerei und Brunnengestaltung und war seit 1973 als freischaffender Bildhauer tätig.
Für die Stadt Wien schuf der „Wasserbildhauer“ Hans Muhr den sogenannten Wiener Trinkbrunnen (auch: Muhr-Brunnen), der an verschiedenen Standorten in Wien, als Freundschaftsgeschenk aber auch in anderen internationalen Großstädten aufgestellt ist. Weitere Werke von Muhr in Wien sind der Wasserwellen-Lebens-Brunnen neben dem Bundeskanzleramt, der Goldflussbrunnen auf der Kärntner Straße, die Vegetative Skulptur in der Wohnhausanlage Trabrenngründe, Brunnen und Skulpturen im Arkadenhof des Rathauses, der Lebensbaum in der Wiener Wasserwelt am Kardinal-Rauscher-Platz sowie die Wiener Wasserwellen in Floridsdorf. Das von ihm 1987 geschaffene „Europawege-Denkmal“ am linken Ufer der Neuen Donau (Copa Cagrana) wurde 2021 von der MA 45 (Wiener Gewässer) „entsorgt“ – auf Basis eines Gutachtens der MA 7 (Kultur), laut dem das Werk „kein Kunstwerk“ gewesen sei.
2009 gestaltete er den Grabstein für das Ehrengrab des 2008 verstorbenen Wiener Altbürgermeisters Helmut Zilk. 2015 fertigte er die Marmor-Skulptur für das Grab von Udo Jürgens.
Muhrs Atelier befand sich in Wien-Süßenbrunn. Er wurde auf dem Wiener Zentralfriedhof beigesetzt.

## Ehrungen
- 1969: Preis der Akademie für Angewandte Kunst
- 1970: Förderungspreis der Stadt Wien
- 1972: Förderungspreis des Bundesministeriums für Unterricht und Kunst